# Noravank FK
Football Club Noravank eller Noravank (armensk: Նորավանք Սպորտային Ակումբ) er en armensk fodboldklub fra Vaik, der blev dannet i 2020.

## Historiske slutplaceringer
| Sæson     | Niveau | Liga           | Placering | Kilde       |
| --------- | ------ | -------------- | --------- | ----------- |
| 2020/2021 | 2.     | 1. liga        | 3.        | [ 1 ] [ 2 ] |
| 2021/2022 | 1.     | Premier League | 7.        | [ 3 ] [ 4 ] |

## Nuværende trup
Pr. 16. Maj 2022.
| Nr. | Land     | Position | Spiller               |
| --- | -------- | -------- | --------------------- |
| 1   | Armenien | MM       | Henri Avagyan         |
| 3   | Armenien | FO       | Gagik Maghakyan       |
| 4   | Rusland  | FO       | Mikhail Bashilov      |
| 5   | Armenien | FO       | Norayr Nikoghosyan    |
| 6   | Nigeria  | MI       | Moses candidus        |
| 7   | Armenien | MI       | Andranik Kocharyan    |
| 8   | Nigeria  | MI       | Julius Ufuoma         |
| 9   | Rusland  | AN       | Evgeniy Kobzar        |
| 10  | Armenien | MI       | Karen Nalbandyan      |
| 11  | Armenien | FO       | Arman Asilyan         |
| 12  | Rusland  | MM       | daniil yarusov        |
| 14  | Armenien | FO       | Arman Khachatryan     |
| 15  | Nigeria  | AN       | Tenton yenne          |
| 17  | Nigeria  | AN       | Shuaibu Lalle Ibrahim |
| 18  | Gambia   | MI       | babou cham            |

| Nr. | Land       | Position | Spiller                     |
| --- | ---------- | -------- | --------------------------- |
| 20  | Ghana      | FO       | Simon Obonde (l.f. Cheetah) |
| 21  | Armenien   | FO       | Arthur Avagyan (captain)    |
| 22  | Kasakhstan | FO       | Timur Rudoselskiy           |
| 25  | Brasilien  | FO       | Ebert                       |
| 26  | Nigeria    | AN       | Sunday Ngbede               |
| 31  | Armenien   | MM       | Narek voskanyan             |
| 37  | Rusland    | AN       | Sergei Orlov                |
| 63  | Rusland    | FO       | Temur Mustafin              |
| 77  | Armenien   | MI       | Davit Minasyan              |
| 88  | Armenien   | FO       | Aram Kocharyan              |
| 99  | Armenien   | FO       | Arman Mkrtchyan             |